# Insanity Wave ep
Insanity Wave ep es un álbum de la banda española Insanity Wave, lanzado en 1993 bajo el sello madrileño La Fábrica Magnética. Un EP de cuatro temas que les situó en el panorama musical nacional. 
Para la selección del repertorio, trabajaron en dos de sus emblemáticos temas, ya grabados en su demo de 1992, «She said hey» y «Spinning».
Su tema «She said hey» fue considerado por la revista musical especializada Rockdelux como una de las mejores 100 canciones de la década de los años 1990. Para la impactante portada “de las piernas”, donde se mostraban unas embarradas piernas femeninas, se contó como modelo con la hermana de “Escriña” (voz y guitarra). La sesión de fotos duró ocho horas.

## Lista de canciones
1. «She said hey»
2. «New points of view»
3. «Hate myself»
4. «Spinning»

## Personal
- José Mª Mtnez Escriña - voz y guitarra
- Colman Gota - voz y bajo
- Juan Corrales - batería

## Créditos
- Grabado en los estudios Reactor, Madrid, España.
- Producido por Insanity Wave y Moncho Campa.
- Todas las canciones compuestas por José Mª Mtnez Escriña, Colman Gota, Juan Corrales.

- Datos: Q5916854